# NGC 4191
NGC 4191 (również PGC 39034 lub UGC 7233) – galaktyka soczewkowata (S0), znajdująca się w gwiazdozbiorze Panny. Odkrył ją John Herschel 19 kwietnia 1830 roku. Jest to galaktyka z aktywnym jądrem typu LINER.